# Duane Martin
Duane Martin (Brooklyn, 11 de agosto de 1965) é um ator norte-americano. Ficou conhecido por estrelar a sitcom All of Us e atuar em filmes como Os Bad Boys, The Faculty e em Scream 2.

## Biografia
Nascido no Brooklyn, Martin se formou na Universidade de Nova York e iniciou a carreira como ator atuando em peças e comercias, começando a atuar no cinema em 1992. Martin jogou basquete na NCAA Division III e foi contratado como um agente livre sem contrato para um contrato não garantido na National Basketball Association (NBA) com o New York Knicks em 1989. No entanto, ele foi logo cortado e nunca realmente jogou na NBA.

## Vida pessoal
Martin foi casado com a atriz Tisha Campbell-Martin. Eles se casaram em 17 de agosto de 1996. Juntos, eles têm dois filhos: Xen (nascido em agosto de 2001) e Ezekiel Czar Martin (nascido em setembro de 2009). Em fevereiro de 2018, Tisha pediu o divórcio após 22 anos juntos.